# Fujiwara no Tsunetsugu
Fujiwara no Tsunetsugu est un nom japonais traditionnel ; le nom de famille (ou le nom d'école), Fujiwara, précède donc le prénom (ou le nom d'artiste).
Fujiwara no Tsunetsugu (藤原常嗣), (796 - 27 mai 840) est un érudit et diplomate de l'époque de Heian de l'histoire du Japon.

## Mission en Chine
En 833, l'empereur Nimmyō nomme Tsunetsugu ambassadeur impérial en Chine. Il est le dernier envoyé du Japon en Chine de l'époque de Heian. 
La mission quitte l'île de Kyūshū en 838; Tsunetsugu retourne au Japon en 839. Parmi les membres de la mission figure le moine bouddhiste Ennin

## Source de la traduction
- (en) Cet article est partiellement ou en totalité issu de l’article de Wikipédia en anglais intitulé « Fujiwara no Tsunetsugu » (voir la liste des auteurs).